# Pollinosi
In medicina il termine pollinosi comprende tutte le manifestazioni allergiche indotte da sensibilizzazione specifica ai pollini di determinate piante. Queste allergopatie respiratorie, e l'asma in particolare, costituiscono un importante problema sanitario in tutto il mondo per l'elevata prevalenza e per gli alti costi sociali.

## Epidemiologia
Diversi studi epidemiologici dimostrano che la prevalenza delle malattie allergiche respiratorie è notevolmente aumentata in tutto il mondo negli anni recenti.
Tra questi riportiamo:
- lo studio ECRHS[1] (European Community Respiratory Health Survey) ha evidenziato che immunoglobuline E specifiche per allergeni di pollini di graminacee si trovano nell'8% - 35% dei giovani adulti nei paesi della Comunità Europea (Burney P., et al., 1997);
- lo studio ISAAC[2](International Study of Asthma and Allergies in Childhood) sulla prevalenza delle malattie allergiche nei bambini in diversi stati del mondo ha evidenziato una prevalenza di malattie allergiche:
  - > 20% negli USA e in Australia, Nuova Zelanda, Gran Bretagna e Scandinavia
  - tra il 10 e il 20% in Italia, Francia Spagna, America del Sud e Giappone
  - < 10% nell'Europa Centro Orientale e Balcanica, Africa, India, Cina (ISAAC, 1998).

I dati mostrano inequivocabilmente che le allergie e l'asma sono più frequenti nei paesi industrializzati rispetto a quelli in via di sviluppo, e che i soggetti che vivono in ambienti urbani tendono ad essere più allergici rispetto a coloro che vivono nelle zone rurali.

### Ipotesi igienica
Per giustificare questa "epidemia del terzo millennio" nei paesi occidentali sono state formulate diverse ipotesi; attualmente le più accreditate identificano come responsabili principali il declino delle infezioni in particolare quelle a trasmissione oro-fecale e l'inquinamento atmosferico.
Secondo l'ipotesi igienica (coniata da David Strachan nel 1989) nelle popolazioni con stile di vita occidentale il ridotto contatto con agenti infettivi nei primi anni di vita sarebbe alla base dell'incremento delle allergie (Matricardi P.M., 1997): le infezioni determinerebbero uno spostamento dei linfociti T con fenotipo Th2, tipico delle patologie allergiche, al fenotipo Th1. Anche il miglioramento delle condizioni socio economiche, con maggior presenza nelle abitazioni di animali domestici e oggetti di arredamento quali tappeti, moquettes e tappezzeria, potrebbe aver in parte contribuito all'incremento di allergopatie. Ulteriori dati evidenziano che soggetti che emigrano da paesi in via di sviluppo in nazioni industrializzate vanno incontro ad un netto aumento delle sensibilizzazioni per allergeni inalanti. La predisposizione genetica è quindi un fattore necessario, ma non sufficiente, per la comparsa di allergie e l'esposizione a determinate condizioni ambientali rappresenta l'elemento chiave che innesca la patologia. Tra i fattori ambientali un ruolo sicuramente importante è giocato dall'inquinamento.

## Le manifestazioni
La pollinosi è la più classica delle allergopatie. Comprende il complesso delle manifestazioni cliniche (oculari, nasali e bronchiali) che si presentano con periodicità stagionale, più frequentemente in primavera e in autunno, in soggetti divenuti specificamente sensibili ai pollini di determinate famiglie di erbe o alberi.
Si calcola che in Italia almeno il 7-8% della popolazione presenti manifestazioni cliniche di pollinosi. Essa è più frequente nella seconda e terza decade di vita. Al riguardo non sembrano esserci differenze significative tra i due sessi (GINA-Italia, 2003).
In Italia si distinguono, in base al periodo di comparsa dei sintomi, le seguenti forme di pollinosi:
precoci, preprimaverili, emergenti, da sensibilizzazione a piante arboree (Cupressaceae, Betulaceae, Corylaceae).
primaverili o primaverili estive, le più frequenti da sensibilizzazioni a Graminaceae, Parietaria spp. e Oleaceae.
estivo autunnali, più rare, da sensibilizzazioni a Compositae, Ambrosia spp.
Le principali forme di pollinosi sono rinite allergica e asma bronchiale, patologie sostenute da un comune processo infiammatorio delle vie aeree (ipotesi della "United airway disease"), pertanto è frequente il riscontro di comorbilità rinite-asma (nel 40-80% dei pazienti con asma è presente rinite, mentre il 20-40% dei rinitici soffre di asma).
Recentemente sono state pubblicate linee guida per la gestione dell'asma (GINA-Italia, 2003, adattamento italiano delle GINA 2002), e della rinite allergica e del suo impatto sull'asma (ARIA 2001).
È auspicabile che, come raccomandato dal documento ARIA, i pazienti con rinite persistente siano attentamente valutati per l'asma, e che nei pazienti asmatici sia eseguito l'esame delle vie aeree superiori. Quando rinite ed asma coesistono è necessaria una strategia terapeutica combinata che consenta il controllo contemporaneo delle due patologie.
I sintomi oculari sono associati quasi sempre a quelli nasali e sono rappresentati da prurito, lacrimazione e fotofobia; la mucosa congiuntivale appare edematosa ed iperemica.

## Allergie alimentari
Oltre alla classica sintomatologia oculorinitica e/o asmatica, i soggetti allergici a pollini possono presentare manifestazioni cliniche di allergia alimentare. La più frequente è la sindrome orale allergica, caratterizzata da sintomi orali (prurito, bruciore al palato, alla lingua, alle labbra con eventuale gonfiore della mucosa orolabiale, senso di costrizione alla faringe, disturbi della deglutizione) che insorgono entro pochi minuti dall'assunzione di alcuni cibi, soprattutto frutta e verdura fresca. Talvolta si accompagnano a manifestazioni extra-orali e/o sistemiche (gastrointestinali, orticaria/angioedema, edema laringeo, rinite, asma, congiuntivite e, raramente, shock anafilattico.
È ormai dimostrato che esistono allergeni comuni a pollini e ad alcuni tipi di frutta e di verdura. Questa sindrome si osserva in oltre il 10% dei pollinosici. La sintomatologia oculo respiratoria precede sempre, anche di anni, la comparsa delle cross-reazioni. È infine da ricordare che in una discreta percentuale di pollinosici si possono rilevare immunoglobuline E specifiche verso alimenti vegetali senza alcuna manifestazione clinica successiva all'ingestione di tali alimenti.
Possibili reazioni crociate tra pollini e alimenti:
- Betulaceae - Corylaceae (betulla, ontano, nocciolo, carpino): Mela, pera, pesca, albicocca, prugna, ciliegia, nocciola, noce, mandorla, nespola, arachide, lampone, fragola, kiwi, sedano, finocchio, carota, prezzemolo
- Graminaceae: Frumento, melone, anguria, pomodoro, arachide, pesca, ciliegia, albicocca, prugna, mandorla, kiwi, agrumi
- Compositae (artemisia, ambrosia): Lattuga, cicoria, tarassaco, camomilla, olio di girasole, margarina, banana, castagna, sedano, finocchio, carota, prezzemolo, pepe verde, miele
- Parietaria: Basilico, ortica, melone, ciliegia, more di gelso, pisello